# Who Made Who
Pour les articles homonymes, voir Who Made Who (homonymie).
Albums de AC/DC
Fly on the Wall
(1985) Blow Up Your Video
(1988)
Who Made Who, sorti en mai 1986, est un album du groupe de hard rock AC/DC servant de bande sonore au film Maximum Overdrive réalisé par Stephen King. Trois des pistes de l'album sont inédites, tandis que les autres proviennent des albums précédents du groupe.

## Historique
Pour sa première réalisation, Stephen King souhaitait avoir une bande son originale composée par AC/DC.
Plutôt que d'écrire toute la musique, le groupe proposa à l'écrivain de piocher dans leur discographie antérieure.
Les morceaux Shake Your Foundations et Sink the Pink sont extraits de Fly on the Wall, You Shook Me All Night Long et Hells Bells de Back in Black, For Those About to Rock (We Salute You) de l'album du même nom, et seul Ride On, extrait de Dirty Deeds Done Dirt Cheap, témoigne de l'ère Bon Scott. Trois nouveaux titres ont été réalisés : Who Made Who, grâce auquel le groupe va renouer avec le succès de manière assez inattendue, et deux morceaux instrumentaux, D.T. et Chase the Ace, ce qui est tout à fait inhabituel chez AC/DC ; et un titre a été remixé : Shake Your Foundations.
Les titres inédits ont été enregistrés aux studios Compass Point de Nassau (Bahamas), les studios où les albums Back in Black et Flick of the Switch ont été enregistrés. Le remix et la production sur les trois nouvelles chansons ont été faits par Harry Vanda et George Young, qui n'avaient rien produit pour le groupe depuis If You Want Blood You've Got It en 1978.
L'album a été remasterisé en 2003.

## Liste des titres
| No | Titre                                   | De l'album                            | Durée |
| -- | --------------------------------------- | ------------------------------------- | ----- |
| 1. | Who Made Who                            | titre inédit                          | 3:27  |
| 2. | You Shook Me All Night Long             | Back in Black                         | 3:30  |
| 3. | D.T. (instrumental)                     | titre inédit                          | 2:53  |
| 4. | Sink the Pink                           | Fly on the Wall                       | 4:13  |
| 5. | Ride On                                 | Dirty Deeds Done Dirt Cheap           | 5:51  |
| 6. | Hells Bells                             | Back in Black                         | 5:12  |
| 7. | Shake Your Foundations (remix)          | Fly on the Wall                       | 3:53  |
| 8. | Chase the Ace (instrumental)            | titre inédit                          | 3:01  |
| 9. | For Those About to Rock (We Salute You) | For Those About to Rock We Salute You | 5:53  |

- Note : Les premières versions CD contenaient Shake Your Foundations en non-remixé. Ceci a été corrigé lors de la réédition de l'album en 2003.
- Toutes les chansons ont été écrites par Malcolm Young, Angus Young et Brian Johnson, à l'exception de :
  - D.T. et Chase the Ace, par les frères Young
  - Ride On, par Bon Scott et les frères Young

## Morceaux instrumentaux enregistrés
Pendant les sessions d'enregistrement de Who Made Who, 5 courts morceaux instrumentaux ont été enregistrés pour Maximum Overdrive :
1. Death City
2. Bad Boy
3. Contre Attack
4. Scared
5. Humans Here

## VHS
Avec l'album, le groupe sortit une VHS contenant les clips vidéo des chansons Who Made Who, You Shook Me All Night Long, Shake Your Foundations, Hells Bells, et une performance live de For Those About to Rock (We Salute You) filmé à Détroit en 1983.
Toutes ces vidéos se retrouvent sur le DVD 2 de Family Jewels, sorti en 2005.

## Formation
- Brian Johnson : Chant
- Angus Young : Guitare solo
- Malcolm Young : Guitare rythmique
- Cliff Williams : Basse
- Simon Wright : Batterie

### Musiciens additionnels
- Phil Rudd : batterie sur You Shook Me All Night Long, Ride On, Hells Bells et For Those About to Rock (We Salute You)
- Bon Scott : chant sur Ride On
- Mark Evans : basse sur Ride On

## Charts & certifications

### Album
Charts
| Pays                                  | Durée du classement | Meilleur classement | Date             |
| ------------------------------------- | ------------------- | ------------------- | ---------------- |
| Allemagne (GfK Entertainment)         | 10 semaines         | 24e                 | 30 juin 1986     |
| Australie (AMR Album Charts)          | 11 semaines         | 4e                  | 14 juillet 1986  |
| Autriche (Ö3 Austria Top 40)          | 5 semaines          | 28e                 | 1er juillet 1986 |
| Canada (RPM)                          | 29 semaines         | 12e                 | 4 octobre 1986   |
| Écosse (Scottish Album Chart)         | 1 semaine           | 47e                 | 28 mars 2024     |
| États-Unis (Billboard 200)            | 42 semaines         | 33e                 | 23 août 1986     |
| France (SNEP)                         | 1 semaine           | 30e                 | 19 octobre 2008  |
| Nouvelle-Zélande (RMNZ Albums Top40)  | 5 semaines          | 24e                 | 27 juillet 1986  |
| Pays-Bas (MegaCharts)                 | 4 semaines          | 47e                 | 14 juin 1986     |
| Royaume-Uni (UK Albums Chart)         | 12 semaines         | 11e                 | 1er juin 1986    |
| Royaume-Uni (UK Rock and Metal Chart) | 1 semaine           | 14e                 | 22 mars 2024     |
| Suède (Sverigetopplistan)             | 6 semaines          | 21e                 | 11 juin 1986     |
| Suisse (Schweizer Hitparade)          | 3 semaines          | 21e                 | 6 juillet 1986   |

Certifications
| Pays                 | Certification | Ventes      | Date            |
| -------------------- | ------------- | ----------- | --------------- |
| Allemagne (BVMI)     | Platine       | 500 000 +   | 2003            |
| Australie (ARIA)     | 5 × Platine   | 350 000 +   | 30 janvier 2013 |
| États-Unis (RIAA)    | 5 × Platine   | 5 000 000 + | 22 janvier 2001 |
| Royaume-Uni (BPI)    | Or            | 100 000 +   | 12 février 2021 |
| Suisse (IFPI Suisse) | Or            | 25 000 +    | 1991            |

### Singles
| Single                                     | Chart                    | Durée du classement | Position | Date            |
| ------------------------------------------ | ------------------------ | ------------------- | -------- | --------------- |
| Who Made Who                               | (ARIA Charts)            | 12 semaines         | 9e       | 14 juillet 1986 |
| Who Made Who                               | (Mainstream Rock Tracks) | 12 semaines         | 23e      | 19 juillet 1986 |
| Who Made Who                               | (IRMA)                   | 3 semaines          | 9e       | 29 mai 1986     |
| Who Made Who                               | (VG-lista)               | 1 semaine           | 7e       | 9 juin 1986     |
| Who Made Who                               | (RMNZ Singles Top40)     | 3 semaines          | 35e      | 27 juillet 1986 |
| Who Made Who                               | (UK Singles Chart)       | 7 semaines          | 16e      | 25 mai 1986     |
| You Shook Me All Night Long (version 1986) | (UK Singles Chart)       | 4 semaines          | 46e      | 24 août 1986    |